# Amphidasya umbrosa
Amphidasya umbrosa är en måreväxtart som först beskrevs av Herbert Fuller Wernham, och fick sitt nu gällande namn av Paul Carpenter Standley. Amphidasya umbrosa ingår i släktet Amphidasya och familjen måreväxter. Inga underarter finns listade i Catalogue of Life.